# Abu Nasr Mansur
Abu Nasr Mansur ibn Ali ibn Iraq (în persană: ابو نصر منصور بن علی بن عراق‎; c. 960 – 1036) a fost un matematician persan din epoca de aur a islamului.
A fost discipol al lui Abul Wafa și l-a avut coleg pe Al Biruni.
A fost unul din traducătorii Sfericei lui Menelau.
De asemenea, a mai studiat trigonometria, inclusiv trigonometrie sferică și relațiile metrice în triunghi.
1. ↑  , p. 11-15 https://www.bibliothecasefarad.com/listado-de-libros/estudios-sobre-abu-nasr-mansur-b-ali-b-iraq/ Lipsește sau este vid: |title= (ajutor)
2. ↑  , p. 28 https://www.asjp.cerist.dz/en/article/2706 Lipsește sau este vid: |title= (ajutor)
3. ↑  MacTutor History of Mathematics archive
4. ↑  MacTutor History of Mathematics archive, accesat în 22 august 2017